# 由雄元太郎
由雄 元太郎（よしお げんたろう、1869年11月27日（明治2年10月24日） - 1929年（昭和4年）10月16日）は、明治時代後期から大正時代の政治家、実業家。貴族院多額納税者議員。

## 経歴
加賀国（現石川県）で、由雄與三平の長男として生まれる。1889年（明治22年）養蚕伝習所を卒業する。養蚕業の振興に尽くし、1892年（明治25年）由雄兄弟商会を設立。ほか、金沢実業協会評議員、河北郡津幡町学務委員、同郡宅地賃貸価格調査委員などを歴任した。
1912年（大正元年）石川県多額納税者として貴族院議員に互選され、同年8月16日から1918年（大正7年）9月28日まで在任した。